# Haedropleura ryalli
Haedropleura ryalli is een slakkensoort uit de familie van de Horaiclavidae. De wetenschappelijke naam van de soort is voor het eerst geldig gepubliceerd in 2010 door Horro, Gori & Rolán.